# AC Sansovino
AC Sansovino, officieel Associazione Calcio Sansovino, is een Italiaanse voetbalclub uit Monte San Savino, Toscane. De club werd opgericht in 1929 en speelt haar thuiswedstrijden in het Stadio Le Fonti, dat een capaciteit heeft van 2.500 toeschouwers. De clubkleuren zijn oranje en blauw.

## Promoties en degradaties
Sansovino bereikte in het begin van de jaren 2000 een hoogtepunt toen het van 2003 tot 2008 in de Serie C2 speelde, de vierde divisie in Italië. De club had succes in de lagere divisies, inclusief het winnen van de Coppa Italia Serie D in het seizoen 2002-03, wat een prestigieuze prijs is in het Italiaanse amateurvoetbal. Na degradaties speelt Sansovino momenteel in de Eccellenza, de vijfde klasse van het Italiaanse voetbal.